# Elizaveta Maximová

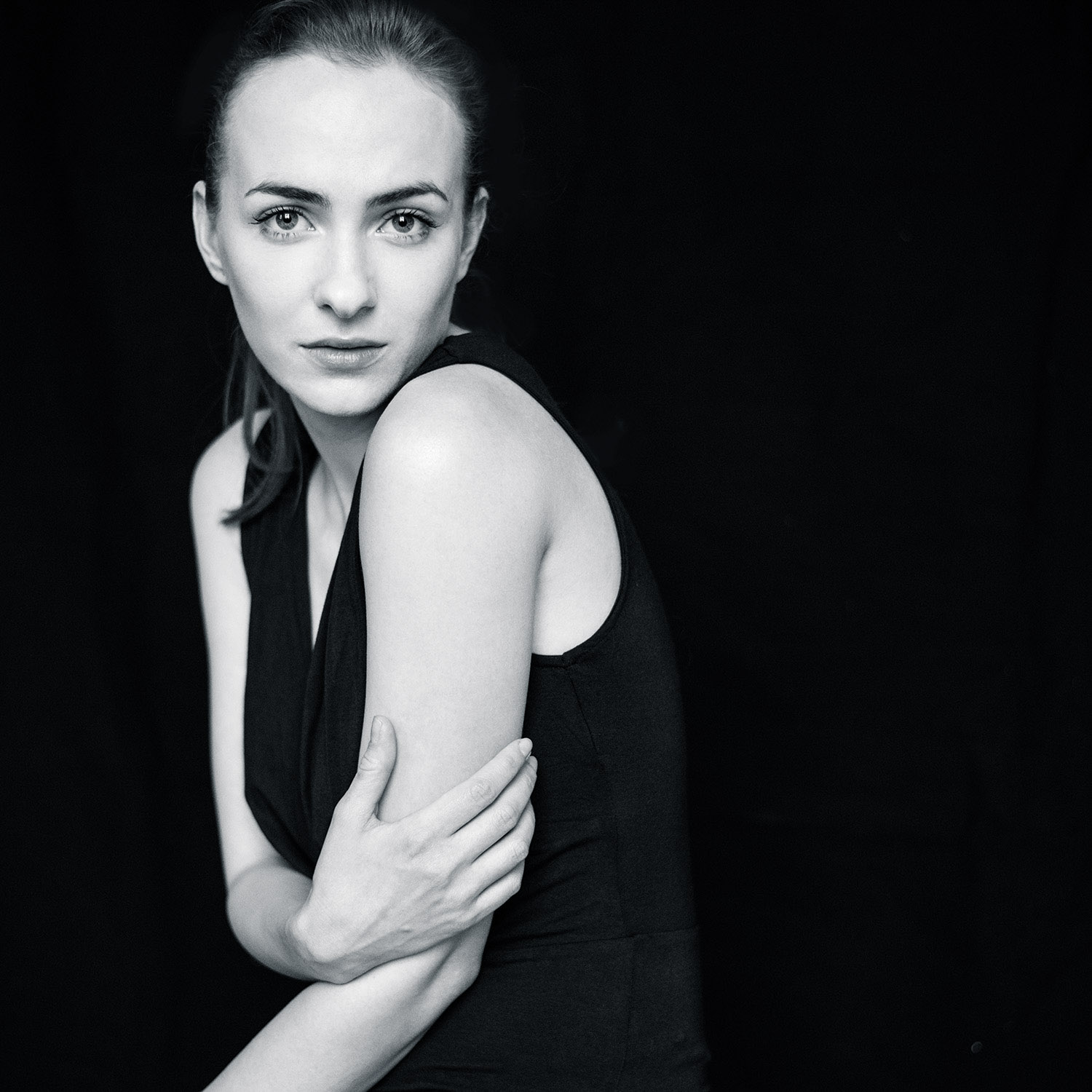
Elizaveta Maximová im Jahr 2017

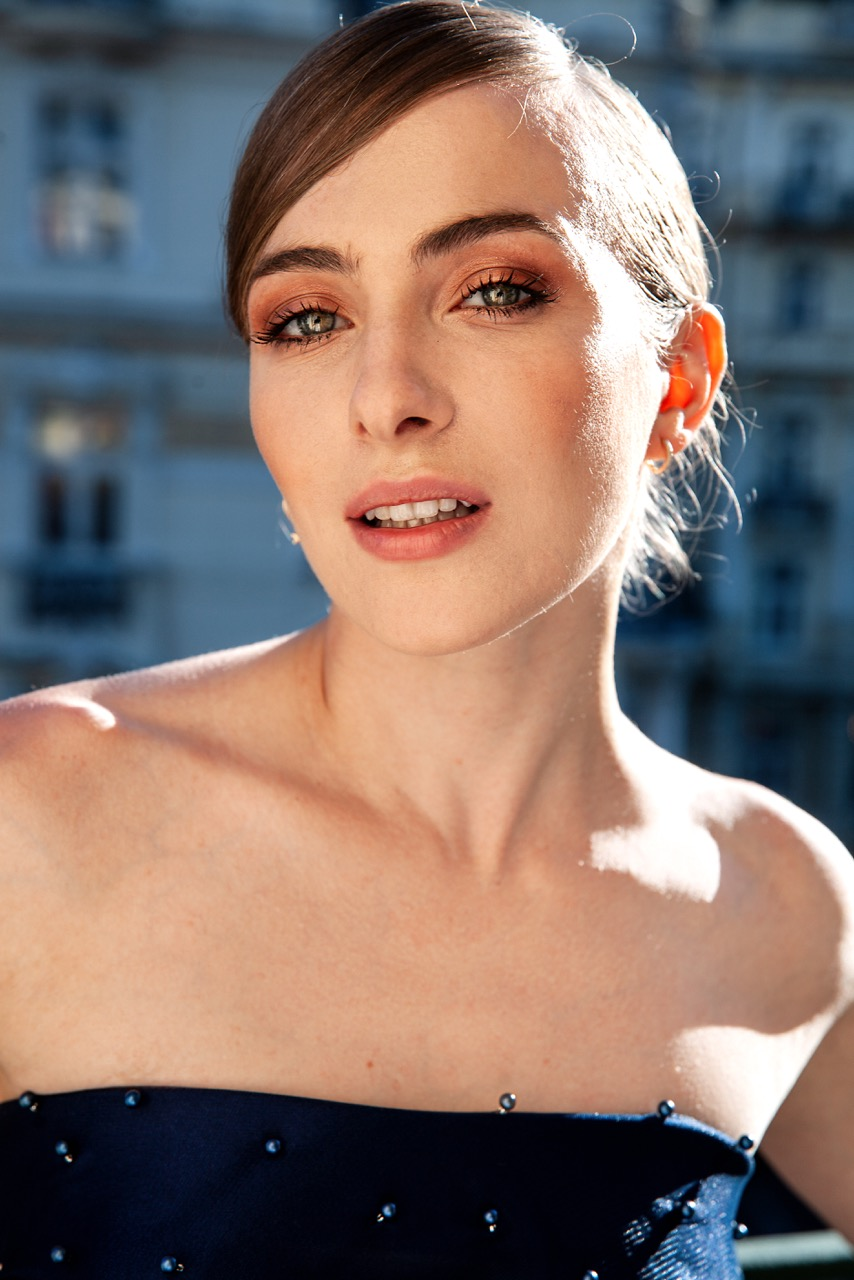
Die Schauspielerin im Jahr 2018

Elizaveta Maximová (* 16. März 1992 in Kasan, Russland als Jelisaweta Maksimowna Schwatschko) ist eine tschechische Schauspielerin.

## Leben
Maximová wurde in der russischen Stadt Kasan geboren und lebte seit ihrer Kindheit in der tschechischen Hauptstadt Prag. Hier studierte sie an der Theaterfakultät der Akademie der Musischen Künste in Prag (DAMU) Schauspiel und machte im Jahr 2016 ihren Abschluss. Schon während der Studienzeit gastierte sie am tschechischen Nationaltheater (Národní divadlo). Seitdem gastiert sie an verschiedenen Prager Theatern wie dem Dejvické divadlo oder dem Divadlo Letí.
Sie begann 2012 in nationalen Film- und Fernsehfilmen mitzuwirken. Sie spielte 2017 eine Hauptrolle in dem Kurzfilm Atlantis, 2003, der unter anderen mit dem Český lev („Böhmischer Löwe“) ausgezeichnet wurde und eine Nominierung bei den Filmfestspielen in Cannes erhielt. In der Miniserie Spravedlnost bekam sie eine Hauptrolle, weitere Rollen in prominenten Serien wie Stockholmský syndrom folgten. Für ihre Darstellung der Marta Švarcová in der Miniserie Herec wurde sie 2021 für den Český lev als Beste Nebendarstellerin nominiert. Ihr Schaffen umfasst mehr als 50 Produktionen für Film und Fernsehen.

## Filmografie
- 2017: Atlantis, 2003
- 2017: Spravedlnost
- 2019–2020: Stockholmský syndrom
- 2020: Herec
- 2021: Je suis Karl
- 2021: Allmen (Filmreihe, 1 Folge)
- 2022: Erhart